# ステップ・トゥ・シャイン
ステップ・トゥ・シャイン(Steps to Shine)は、東京ディズニーシーのドックサイドステージで開催されていたショー。

## 概要
2017年7月11日から2018年3月19日までの期間限定で公演されるグリーティングショー。ダッフィーの新たな友達として登場したウサギの女の子ステラ・ルーがブロードウェイのダンサーを目指し夢を追いかける様子を、ダッフィーやミッキー、ミニーたちが応援する。その中で、ミッキーたちはステラ・ルーのためにダンス・ショーを開催することを思いつく。
公演場所ドックサイドステージ
公演時間約20分
公演回数1日4回
公演期間
- 2017年7月11日〜2018年3月19日

## 出演キャラクター
- ミッキーマウス
- ミニーマウス
- ダッフィー
- シェリーメイ
- ジェラトーニ
- ステラ・ルー

## 抽選
2018年3月1日から2018年3月19日までは公演2回目以降は当選券が必要となり、当選券は抽選によって配布される。先着ではない為、外れた場合は座席鑑賞エリアでは鑑賞できない。
抽選はメディテレーニアンハーバーの「ビリエッテリーア」、もしくはスマートフォン専用アプリ「ショー抽選アプリ」を使用することでパーク内のどこからでも行える。「ビリエッテリーア」では開園時刻から各ショーの開演30分前、「ショー抽選アプリ」では開園時刻から各ショーの開演1時間前まで行っている。ただし、運営状況によっては、抽選を行わない日もある。